# Obseg (algebra)
Obsèg je v abstraktni algebri ime za algebrsko strukturo, v kateri je možno brez omejitev seštevati, odštevati, množiti in deliti (razen deljenja z 0), pri tem pa veljajo podobni zakoni kot v množici racionalnih ali realnih števil. Obseg je torej neke vrste posplošitev množice realnih števil.

## Definicija
Obseg je množica O skupaj z dvema računskima operacijama, ki ju zaradi preprostosti imenujemo seštevanje in množenje in ju označujemo z znakoma + (plus) in · (krat). Za računski operaciji + in · morajo veljati spodaj navedene lastnosti. Odštevanje definiramo kot prištevanje nasprotne vrednosti a − b = a + (−b), deljenje pa kot množenje z obratno vrednostjo: a : b = a · b−1. Za ti dve operaciji ne zahtevamo dodatnih lastnosti.
Tako opremljeno množico označimo kot (O, +, ·)

### Kratka definicija
Obseg je množica (O, +, ·) v kateri velja:
- (O, +, ·) je kolobar
- obstaja nevtralni element za množenje, ki ga označimo 1 (enota), in je različen od nevtralnega elementa za seštevanje (0):

1 · a = a · 1 = a
- za vsak od 0 različen element a obstaja inverzni element a−1, tako da velja:

a · a−1 = a−1 · a = 1

### Daljša definicija
Obseg je množica (O, +, ·) v kateri velja (za poljubne elemente a, b, c):
- komutativnost za seštevanje: a + b = b + a
- asociativnost za seštevanje: a + (b + c) = (a + b) + c
- obstaja nevtralni element za seštevanje (označimo ga z oznako 0): a + 0 = 0 + a = a
- poljubni element a ima nasprotni element −a, tako da velja: a + (−a) = (−a) + a = 0

- asociativnost za množenje: a · (b · c) = (a · b) · c
- distributivnost (z leve in z desne strani), ki povezuje seštevanje in množenje:

a · (b + c) = (a · b) + (a · c)
(a + b) · c = (a · c) + (b · c)
- obstaja nevtralni element za množenje, ki ga označimo 1 (enota), in je različen od nevtralnega elementa za seštevanje (0):

1 · a = a · 1 = a
- za vsak od 0 različen element a obstaja inverzni element a−1, tako da velja:

a · a−1 = a−1 · a = 1

### Vrste obsegov
Med zgoraj napisanimi zahtevami ni komutativnosti za množenje. Če v nekem obsegu velja tudi komutativnost množenja (a · b = b · a), potem je to komutativni obseg. Nekateri avtorji za komutativni obseg uporabljajo ime polje, a to poimenovanje v slovenščini ni splošno razširjeno.

## Zgledi
Množica racionalnih števil z operacijama seštevanja in množenja (Q, +, ·) je komutativni obseg. Isto velja za množico realnih števil, pa tudi za množico kompleksnih števil.
Tudi množica racionalnih funkcij z operacijama seštevanja in množenja je komutativni obseg.